# Calappa acutispina
Calappa acutispina is een krabbensoort uit de familie van de Calappidae. De wetenschappelijke naam van de soort is voor het eerst geldig gepubliceerd in 2006 door Lai, Chan & Ng.